# Lake Utopia
Lake Utopia är en sjö i Kanada.   Den ligger i provinsen New Brunswick, i den sydöstra delen av landet, 700 km öster om huvudstaden Ottawa. Lake Utopia ligger 17 meter över havet. Arean är 13,6 kvadratkilometer. Den sträcker sig 8,1 kilometer i nord-sydlig riktning, och 3,2 kilometer i öst-västlig riktning.
I omgivningarna runt Lake Utopia växer i huvudsak blandskog. Runt Lake Utopia är det mycket glesbefolkat, med 6 invånare per kvadratkilometer.